# Parisio de Treviso
Parisio de Treviso (1160-1267) fue un monje de la Orden de la Camáldula italiano. Es venerado como santo por la Iglesia católica

## Biografía
Se cree que nació en 1160, en Treviso o Bolonia. A los doce años, Parisio entró en la orden Camaldolense. Poco después de ser ordenado sacerdote en 1191, Parisio fue designado como el director espiritual de la orden en el Monasterio de Santa Cristina en Treviso. Permaneció en este ministerio los setenta de su vida.
Durante su vida, muchos milagro se le han acreditado en su intercesión y se dice que tenía el don de la profecía. Después de su muerte, fue enterrado en la catedral de Treviso
Nunca fue formalmente canonizado por la Iglesia católica, pero, por tradición, es venerado como un santo por los monjes y monjas de la Orden Camaldolese. Su festividad se celebra el 11 de junio